# Rhypholophus imitator
Rhypholophus imitator är en tvåvingeart som beskrevs av Evgenyi Nikolayevich Savchenko 1981. Rhypholophus imitator ingår i släktet Rhypholophus och familjen småharkrankar. Inga underarter finns listade i Catalogue of Life.